# Saurida flamma
Saurida flamma är en fiskart som beskrevs av Robin S. Waples 1982. Saurida flamma ingår i släktet Saurida och familjen Synodontidae. Inga underarter finns listade i Catalogue of Life.